# Carrascal del Río
Carrascal del Río es un municipio y villa de España perteneciente a la provincia de Segovia, en la comunidad autónoma de Castilla y León. Tiene una población de 136 habitantes (INE 2024). Se encuentra, al sur, la localidad de Burgomillodo, que da nombre al embalse de Burgomillodo, de generación de energía hidroeléctrica.

## Geografía

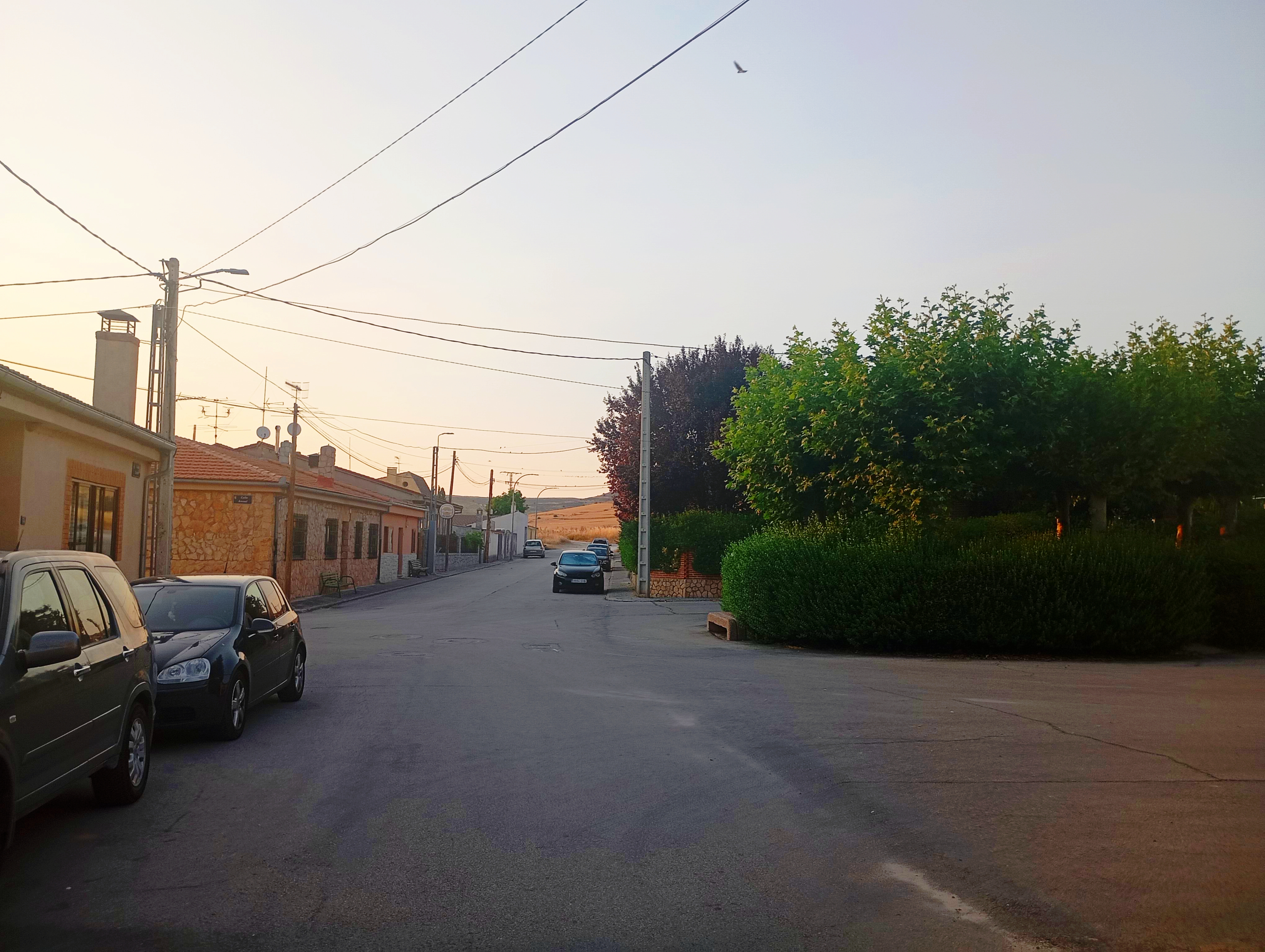
Vista de una de las calles de la localidad

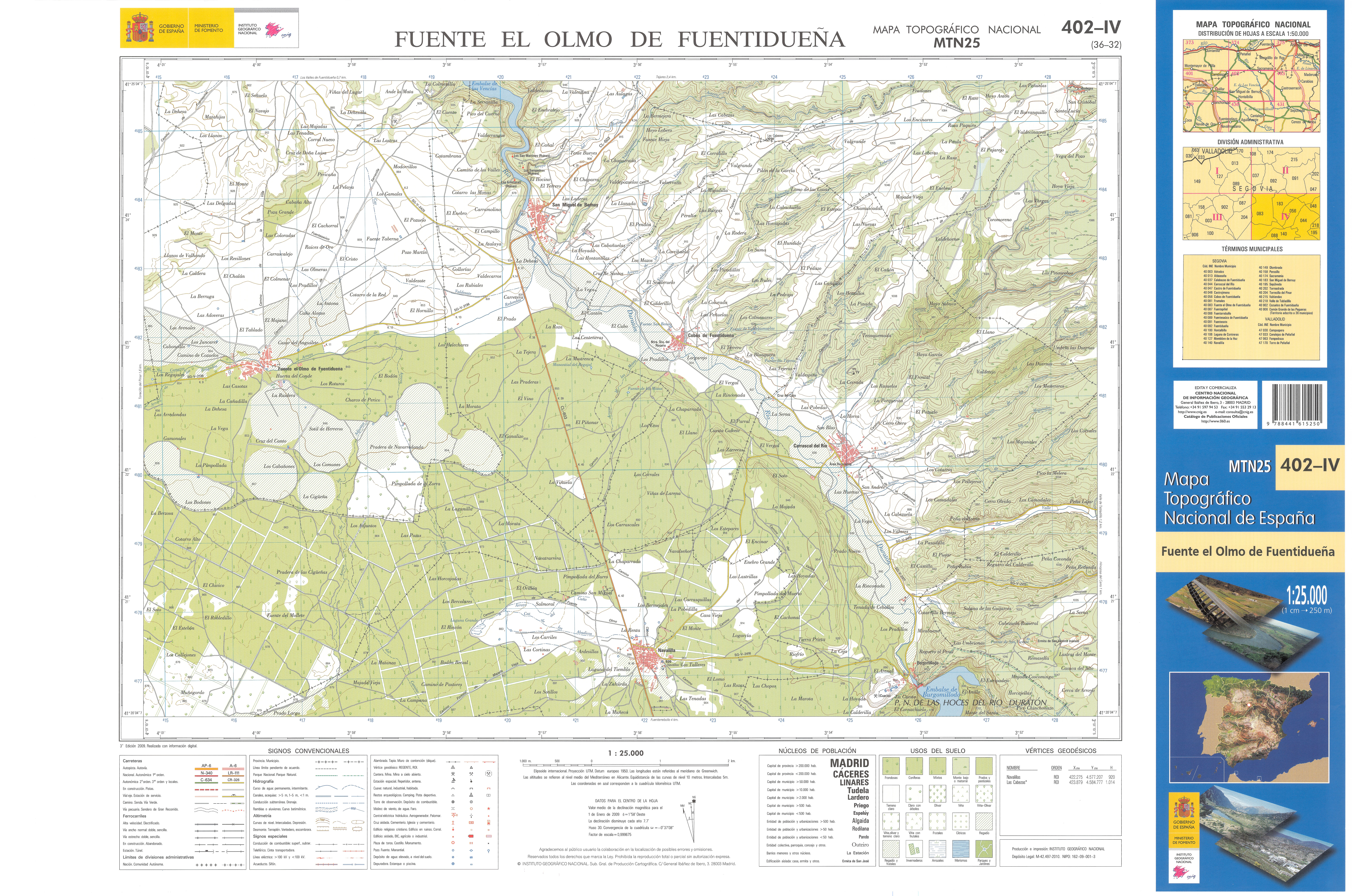
Fragmento de la hoja 402 del Mapa Topográfico Nacional de España de 2009 en el que se representa parte de Carrascal del Río

En el municipio termina el Camino de San Frutos, en su quinta etapa donde llega a la ermita de San Frutos, final del recorrido.
| Noroeste: Cobos de Fuentidueña | Norte: Castrojimeno | Noreste: Castrojimeno                |
| Oeste: Cobos de Fuentidueña    |                     | Este: Valle de Tabladillo, Sepúlveda |
| Suroeste: Navalilla            | Sur: Sebúlcor       | Sureste: Sepúlveda                   |

## Historia
El territorio es repoblado durante la Reconquista por la Comunidad de Villa y Tierra de Sepúlveda, quedando encuadrada dentro del Ochavo de las Pedrizas y Valdenavares.
En 1558, el rey Felipe II, a causa de los onerosos gastos de su política exterior, se vio obligado a vender señoríos jurisdiccionales hereditarios entre los que se encontraban las villas de Carrascal y Castrojimeno. Ante esta situación, Antonio de Luna y Valois, VI Señor de Fuentidueña, aprovechó la ocasión para negociar un acuerdo con la hacienda real que le permitiese sumar ambos señoríos jurisdiccionales a cambio de un cuento y 344 000 maravedís.
En 1559, la infanta regente Juana de Austria, otorgó la carta de venta a favor de Antonio de Luna y Valois, que fundó un mayorazgo de segundagenitura, incompatible con el Señorío de Fuentidueña, para Pedro de Luna y Rojas, primer hijo de su segundo matrimonio.

## Demografía
Cuenta con una población de 136 habitantes (INE 2024).
| Gráfica de evolución demográfica de Carrascal del Río entre 1842 y 2021                                               |
| |
| Población de derecho según los censos de población del INE. Población de hecho según los censos de población del INE. |

## Símbolos
El escudo heráldico y la bandera que representan al municipio fueron aprobados oficialmente el 12 de abril de 2000. El escudo se blasona de la siguiente manera: 

«En campo de oro cinco carrascas de sinople, puestas tres y dos, sobre ondas de plata y azur. Escudo timbrado con una corona real de oro.»
Boletín Oficial de Castilla y León nº 249/2000 de 28 de diciembre de 2000

La descripción textual de la bandera es la siguiente:

«Paño cuadrado de proporción 1:1, con tres franjas horizontales onduladas azules. Lleva sobrepuesto en el centro el escudo de armas timbrado de la Villa de Carrascal del Río.»
Boletín Oficial de Castilla y León nº 249/2000 de 28 de diciembre de 2000

## Administración y política
| Periodo   | Nombre                               | Partido | Partido   |
| --------- | ------------------------------------ | ------- | --------- |
| 1979-1983 | Benigno Pérez Tapias                 |         | UCD       |
| 1983-1987 | Benigno Pérez Tapias                 |         | AP-PDP-UL |

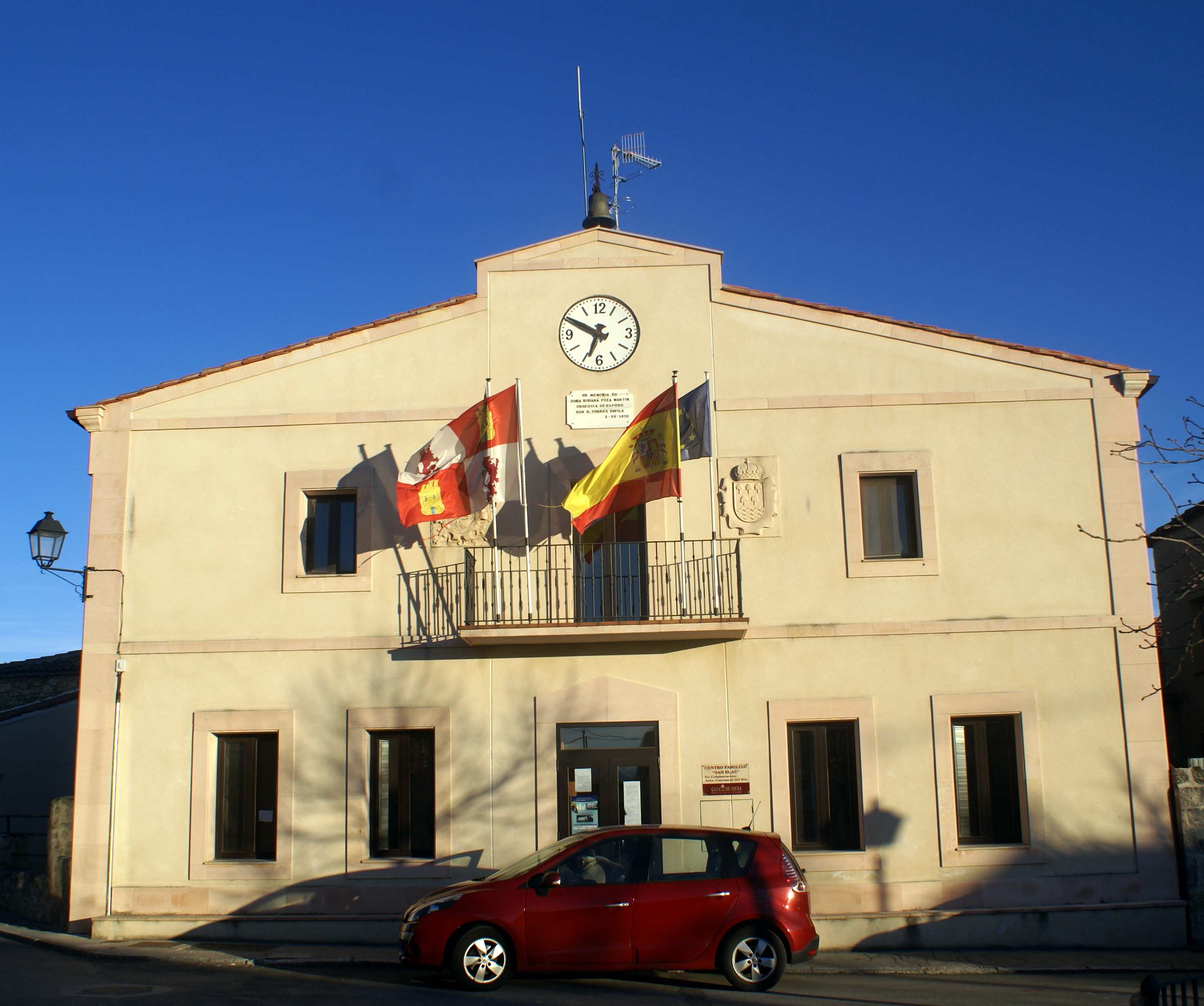
Casa consistorial

| 1987-1991 | Lázaro Rogelio Moneo Bravo           |         | AP        |
| 1991-1995 | Lázaro Rogelio Moneo Bravo           |         | PP        |
| 1995-1999 | Lázaro Rogelio Moneo Bravo           |         | PP        |
| 1999-2003 | Lázaro Rogelio Moneo Bravo           |         | PP        |
| 2003-2007 | David Moneo Martín                   |         | PP        |
| 2007-2011 | María del Henar de Pablo San Ignacio |         | PSOE      |
| 2011-2015 | María del Henar de Pablo San Ignacio |         | PSOE      |
| 2015-2019 | María del Henar de Pablo San Ignacio |         | PSOE      |
| 2019-2023 | María del Henar de Pablo San Ignacio |         | PSOE      |
| 2023-act. | Gabriel Pérez Gómez                  |         | PP        |

## Patrimonio

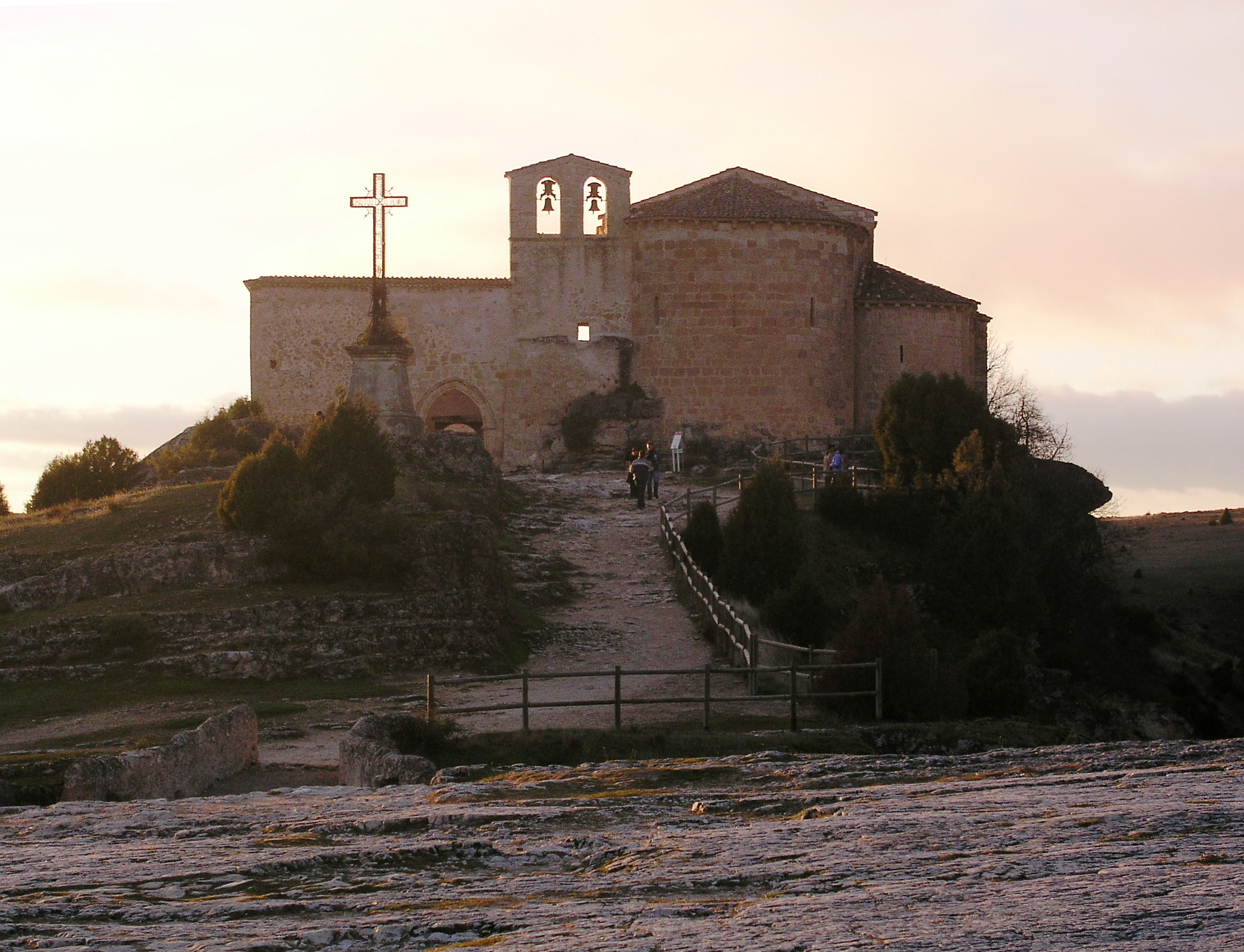
Ruinas del Monasterio de San frutos

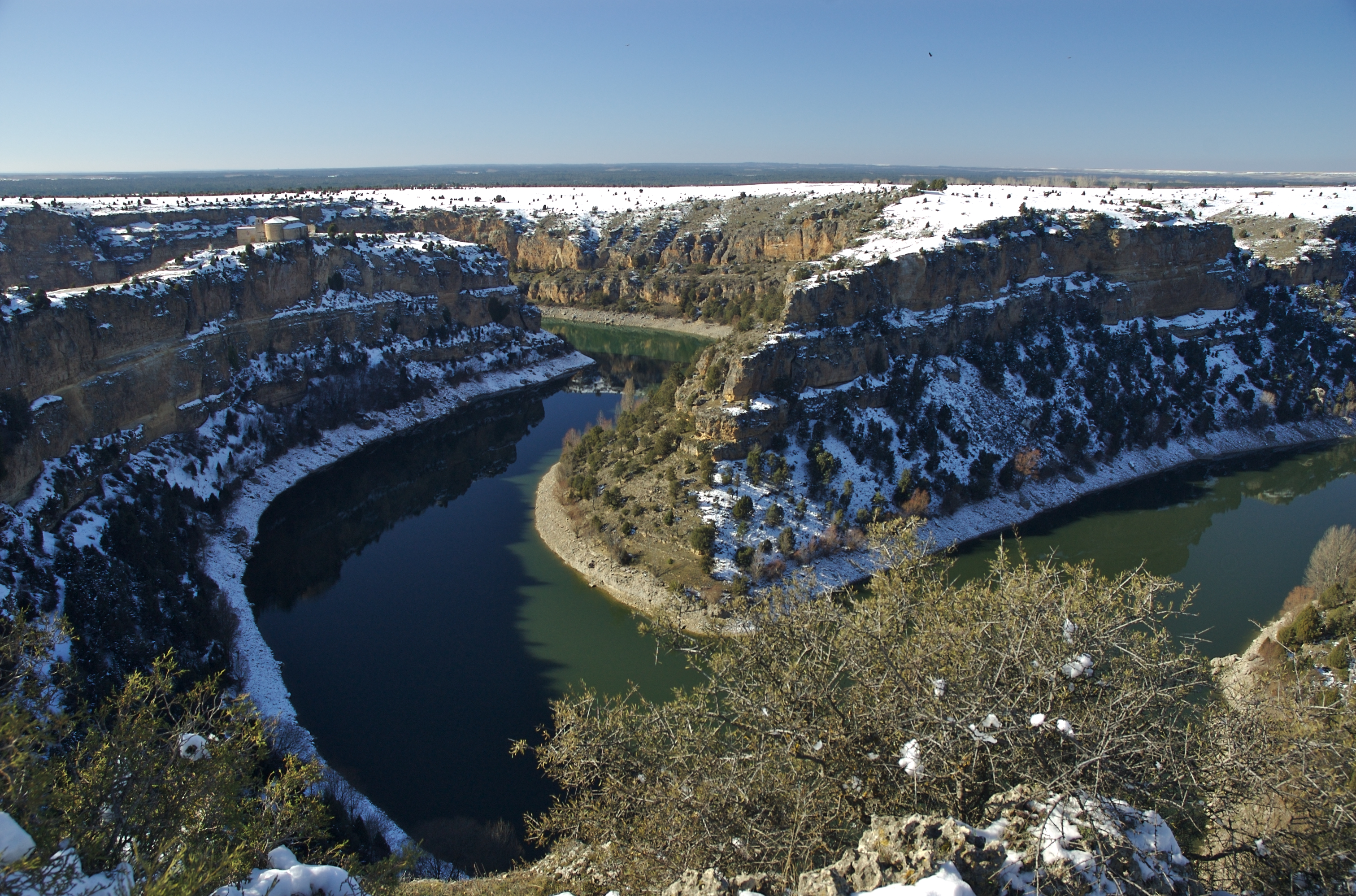
Hoces del Duratón

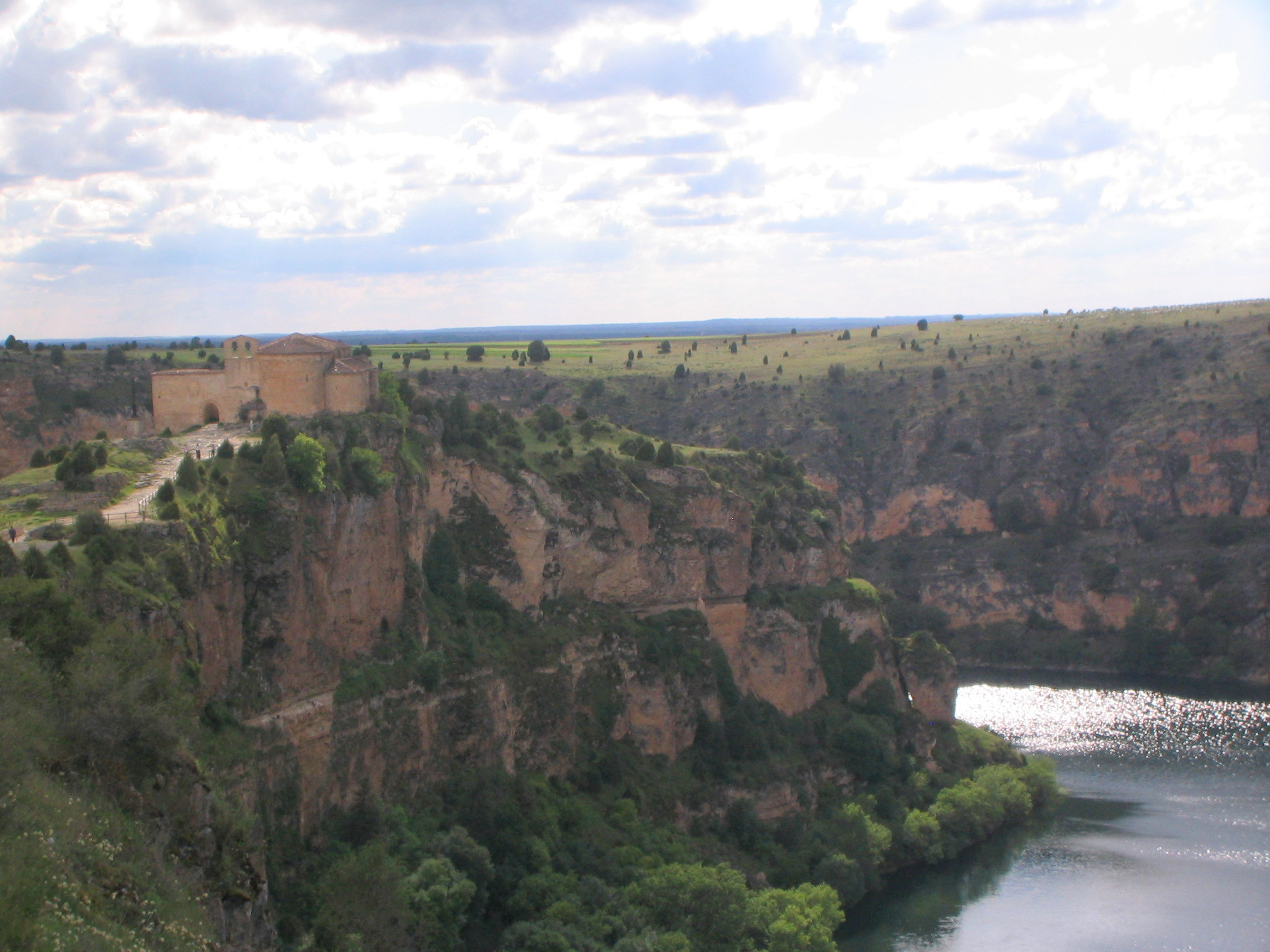
Hoces del Duratón

- La parte meridional del término pertenece al parque natural de las Hoces del Río Duratón, incluyendo el Embalse de Burgomillodo o la famosa ermita de San Frutos.

- Dispone de merenderos públicos y de varias sendas autoguiadas fuera del parque natural del Río Duratón que disminuyen la carga de visitantes que soporta este espacio protegido y que también ofrecen nuevas posibilidades para aquellos que deseen disfrutar y conocer de ecosistemas similares a los de este espacio, como lo son las estepas, los pinares resineros, las tierras de cultivo o bosques de ribera.

- Otros lugares de interés cultural son el embalse de Burgomillodo, la ermita de San Frutos, la iglesia de Nuestra Señora de la Asunción o las bodegas soterradas tradicionales que se han excavado en las inmediaciones al núcleo de población principal.